# Бартхолд IV фон Бюрен
Бартхолд IV фон Бюрен/IX (на немски: Barthold IV von Büren/Berthold IX von Büren; † сл. 1367/ок. 1370) е благородник от род „фон Бюрен“, господар на Бюрен във Вестфалия.

## Произход
Той е син на Бартхолд III фон Бюрен/Бертолд VII фон Бюрен († 1315/1317) и съпругата му София фон Билщайн († 1332), дъщеря на Йохан I фон Билщайн, маршал на Вестфалия († 1310) и Юта фон Рененберг († сл. 1297). Брат му Йохан фон Бюрен († 1363) е каноник в Кьолн и Падерборн (1315 – 1360).
Господарите фон Бюрен построяват ок. 1150 г. замък и през 1195 г. основават град Бюрен във Вестфалия. Те са една могъща благородническа фамилия в княжеското епископство Падерборн.

## Фамилия
Бартхолд IV/IX фон Бюрен се жени за Хайлвиг фон Золмс-Браунфелс († сл. 1340), дъщеря на граф Хайнрих I (V) фон Золмс-Отенщайн († 1352/1353) и София фон Хорстмар-Ахауз-Отенщайн († 1353/1358), наследничка на замък Отенщайн до Ахауз. Те имат децата:
- Бернд фон Бюрен († сл. 1400)
- Юта фон Бюрен († сл. 1399), омъжена за Тило Волф фон Гуденсберг († 1404/1406), син на Арнолд IV Волф фон Гуденберг († 1376) и Агнес фон Бракел († сл. 1330)
- София фон Бюрен († сл. 1376)
- Лиза фон Бюрен († сл. 1356)
- Хайнрих фон Бюрен († сл. 1390)
- Бертолд фон Бюрен († сл. 1412)
- Йохан фон Бюрен († пр. 17 септември 1409)
- Гертруд фон Бюрен, омъжена за Фридрих фон Бренкен († сл. 1394)
- Симон фон Бюрен († сл. 1399), женен за Кунигунда († сл. 1379)
- и вероятно: Герлах те Лееродт ван Хайнсберг (* ок. 1360), женен за Елизабет (Елзе) ван Вилих (* ок. 1367)

Бартхолд IV/IX фон Бюрен има връзка или се жени втори път пр. 1281 г. за Госте († сл. 1357). Те нямат деца.